# Sammy Angott
Sammy Angott (17. januar 1915 – 22. oktober 1980) var en amerikansk letvægtsbokser fra Cleveland, Ohio, i USA.  Hans fighternavn var The Clutch. Han var verdensmester i Letvægt fra 1940 til 1942.